# I symfonia Mendelssohna
I symfonia c-moll op. 11 – symfonia skomponowana przez Feliksa Mendelssohna w 1824 roku.
Mendelssohn rozpoczął pracę na symfonią w 1824 roku i ukończył ją 31 marca 1824 roku, kiedy miał zaledwie 15 lat. Została jednak opublikowana dopiero w 1831 roku. Po raz pierwszy symfonia została wykonana w Royal Philharmonic Society w Londynie, 25 maja 1829 roku, a sam Mendelssohn był dyrygentem. Później Mendelssohn w ramach modyfikacji zorkiestrował scherzo ze swego Oktetu op. 20 jako alternatywną trzecią część symfonii. Czas trwania symfonii to zazwyczaj około pół godziny.
Utwór jest rozpisany na dwa flety, dwa oboje, dwa klarnety, dwa fagoty, dwa rogi, dwie trąbki, kotły i smyczki. Po raz pierwszy w historii muzyki Mendelssohn wykorzystał w utworze talerz wiszący (nie użył go więcej w żadnym innym swoim utworze).
Symfonia składa się z 4 części :
1. Allegro molto
2. Andante
3. Menuetto: Allegro molto
4. Allegro con fuoco